# Osyridocarpos
Osyridocarpos u Osyridicarpos es un género con dos especies de plantas de flores perteneciente a la familia Santalaceae. 

## Especies seleccionadas
- Osyridocarpos kirkii
- Osyridocarpos scandens